# Alfonso Niccolai
Alfonso Niccolai, anche Nicolai, (Lucca, 31 dicembre 1706 – Firenze, 1784), è stato un gesuita e teologo italiano.

## Biografia
Seguì le orme del fratello maggiore Giambattista ed entrò ancora giovane nella Compagnia del Gesù il 14 febbraio 1723. Studiò a Roma, al Collegio romano e fu ordinato sacerdote nel 1738.
Dal 1738 al 1751 insegnò a Firenze. Dal 1751 al 1754 fu a Roma e tornò a Firenze nel 1754 come 'teologo di S.M. Cesarea' su incarico di Francesco I di Lorena, imperatore e granduca di Toscana.

## Opere
- Dissertazioni e lezioni di sacra scrittura, in 13 voll., Firenze 1762
- Il Daniele, Firenze, 1764
- Panegiriche orazioni e prose toscane, vol. 1 e vol. 2, Firenze, 1772-73